# Manfred Preußger
Manfred Preußger (né le 10 juillet 1932 à Schönlinde, Tchécoslovaquie (aujourd'hui Krásná Lípa, République tchèque) est un athlète allemand spécialiste du saut à la perche. Son club était le SC DHfK, il mesure 1,78 m pour 72 kg.

## Biographie
Le 19 mai 1957 à Potsdam, il bat son premier record d'Europe du saut à la perche en franchissant 4,52 m. Le Grec Yórgos Roubanis saute trois centimètres plus haut le 7 juillet et lui prend le record.
Le 10 août 1960 à Magdebourg, il égale la meilleure marque européenne avec 4,65 m, puis l'année suivante, le 23 juin 1961 à Berlin, il s'empare de nouveau de ce record avec 4,67 m. Il franchit le 14 octobre à Magdebourg 4,70 m.
Deux ans après les exploits de Pentti Nikula (progression de 24 cm du record d'Europe et nouveau record du monde, le premier pour un européen depuis Charles Hoff), Manfred Preußger devient le premier européen à franchir 5 mètres à la perche avec 5,02 m le 21 juin 1964 à Leipzig. Le 27 août, il franchit toujours à Leipzig 5,15 m reprenant le record d'Europe dont l'avait dépossédé Wolfgang Reinhardt depuis le 4 juillet.

### Palmarès
| Date | Compétition           | Lieu      | Résultat | Performance  |
| ---- | --------------------- | --------- | -------- | ------------ |
| 1956 | Jeux olympiques d'été | Melbourne | 8e       | 4,25 m       |
| 1958 | Championnats d'Europe | Stockholm | 2e       | 4,50 m (=CR) |
| 1964 | Jeux olympiques d'été | Tokyo     | 4e       | 5,00 m       |

### Records
| Épreuve          | Performance | Lieu    | Date         |
| ---------------- | ----------- | ------- | ------------ |
| Saut à la perche | 5,15 m      | Leipzig | 27 août 1964 |